# Ефременко, Дмитрий Валерьевич
Дми́трий Вале́рьевич Ефре́менко (род. 24 июля 1967, Москва, СССР) — российский философ, социолог и политолог, руководитель департамента зарубежного регионоведения факультета мировой экономики и мировой политики Национального исследовательского университета — Высшая школа экономики, главный научный сотрудник Института научной информации по общественным наукам РАН (ИНИОН РАН). В 2015—2016 гг. — временно исполняющий обязанности директора ИНИОН РАН. Кандидат философских наук, доктор политических наук.

## Биография
В 1989 году окончил исторический факультет МГУ имени М. В. Ломоносова со специализацией по истории СССР.
В 1997—2003 годах — научный сотрудник Международного института глобальных проблем устойчивого развития Международного независимого эколого-политологического университета.
В 2000 году защитил в Институте философии РАН диссертацию на соискание учёной степени кандидата философских наук по теме «Философские проблемы оценки техники».
С сентября 2003 по 2007 год — старший научный сотрудник Отдела политической науки ИНИОН РАН.
С 2007 по 2014 год — заведующий Отделом социологии и социальной психологии ИНИОН.
В 2007 году защитил диссертацию на соискание учёной степени доктора политических наук по теме «Возникновение и эволюция предметной области экополитологии в контексте политических проблем глобального развития».
В 2012—2022 гг. — руководитель Центра социальных научно-информационных исследований.
В 2013 − 2015 годах и 2016 — 2025 годах — заместитель директора ИНИОН РАН.
В 2014 г. был приглашенным исследователем в Александровском институте.
В 2015—2016 гг. — временно исполняющий обязанности директора ИНИОН РАН.
С апреля 2025 г. — профессор, руководитель департамента зарубежного регионоведения факультета мировой экономики и мировой политики НИУ ВШЭ.
Преподавал на факультете политологии МГУ, факультете мировой экономики и мировой политики НИУ ВШЭ, читал лекции и выступал с докладами в Кембриджском университете, Технологическом институте Карлсруэ, университете Аляски—Фэрбенкс, Международном институте прикладного системного анализа, Центрально-Европейском университете, Национальном университете Чэнь Гун. С октября 2017 года — приглашенный профессор Ляонинского университета (г. Шэньян, КНР).
В 2008—2015 — главный редактор реферативного журнала «Социальные и гуманитарные науки. Отечественная и зарубежная литература» Серия 11 «Социология». Заместитель главного редактора сборника научных трудов «Социологический ежегодник», член редакционных коллегий журналов «Политическая наука», «Полития», «Россия и современный мир», «Философия науки и техники», «Контуры глобальных трансформаций», «Tempus et memoria»
Под редакцией Д. В. Ефременко впервые на русском языке опубликованы произведения ряда выдающихся социологов и политологов XIX—XX веков: Дж. Г. Мида, Р. Парка, У. Томаса, Ч. Кули, Ч. Мерриама, Г. Д. Лассуэлла, наиболее полная подборка материалов длившейся на протяжении десятилетий переписки между П. А. Сорокиным и Р. Мертоном. Совместно с Е. Ю. Мелешкиной подготовил сборник переводов произведений классиков теории модернизации 1950—1960-х годов: У. Ростоу, С. Липсета, К. Дойча, С. Хантингтона.
Член правления Сообщества профессиональных социологов, член Совета по внешней и оборонной политике, Российской ассоциации политической науки.
Эксперт Российского научного фонда, участник экспертно-аналитических проектов Института общественного проектирования, Валдайского клуба.

## Научные труды

### Монографии
на русском языке
- Ефременко Д. В. Введение в оценку техники. — М .: Издательство МНЭПУ, 2002.
- Ефременко Д. В. Эколого-политические дискурсы. Возникновение и эволюция. — М.: ИНИОН РАН, 2006.
- Ефременко Д. В. Посттравматическая Россия. Социально-политические трансформации в условиях неравновесной динамики международных отношений. — М. — СПб: Центр гуманитарных инициатив, Университетская книга, 2015.
- Антопольский А. Б., Ефременко Д. В. Инфосфера общественных наук России: монография. — под ред. В. А. Цветковой. — М. — Берлин: Директ-Медиа, 2017. — 677 с.
- Ефременко Д. В., Николаев В. Г. Мыслители города ветров. Прагматистская социальная наука в Чикаго в первой половине XX века: монография; под общ. ред. Н. Е. Покровского. — Москва: ИНИОН РАН, 2024. — 297с.

на других языках
- Josephson P., Dronin N., Mnatsakanyan R., Cherp A., Efremenko D., Larin A. An Environmental History of Russia. — New York: Cambridge University Press, 2013.
- Jefremenko D. Állam és társadalom Oroszországban (Государство и общество в России). — Budapest: Russica Pannonicana, 2009. — 141 p.
- Efremenko D. Russian Geostrategic Imperatives. Collection of Essays. — Moscow: Russian Academy of Sciences, Institute of Scientific Information for Social Sciences, 2019. — 137 p.
- Miller A., Malinova O., Efremenko D., Voronovici A. Political Use of the Past in Russia and Abroad: Collection of Essays. — Russian Academy of Sciences. Institute of Scientific Information for Social Sciences. Issue editor: Dmitry V. Efremenko. — Moscow, 2020. — 231 p.
- Efremenko D.V. Beyond the unipolar moment. Russian interests and identity in the era of transformation of the world order. Collection of essays / Russian Academy of Sciences. Institute of Scientific Information for Social Sciences. Centerfor Interdisciplinary Studies. — Moscow, 2024. — 212 p.

### Статьи
на русском языке
- Ефременко Д. В. Оценка техники: история и современность // Науковедение. — 2002. — № 4.
- Ефременко Д. В. Производство научного знания и российское научное сообщество: социально-политические аспекты // Науковедение и новые тенденции в развитии российской науки. Под ред. А. Г. Алахвердяна, Н. Н. Семёновой, А. В. Юревича. — М .: Логос, 2005.
- Ефременко Д. В. Драма европейской идентичности // Политическая наука. — 2005. — № 3. — М .: ИНИОН РАН, 2005.
- Ефременко Д. В. Демократия и коммуникация экологического риска как проблемы экополитологии // Политические исследования. — 2006. — № 6.
- Ефременко Д. В. Вашингтонский консенсус против консенсуса Рио. О конкуренции политических дискурсов глобализации и устойчивого развития // Свободная мысль. — 2007. — № 2 (1573)
- Ефременко Д. В. Принятие политических решений в обществе риска: проблемы трансформации различных социальных рисков в политический риск // Политическое управление и публичная политика XXI века: государство, общество и политические элиты. — М .: РАПН, РОССПЭН, 2008.
- Ефременко Д. В. Влияние крупного бизнеса на теорию и практику экологической политики // Мировая экономика и международные отношения. — 2008, № 11.
- Ефременко Д. В. Дуумвират и формирование российской политической повестки // Россия и современный мир. — 2009. — № 3.
- Ефременко Д. В. Концепция общества знания как теория социальных трансформаций: достижения и проблемы // Вопросы философии. — 2010. — № 1.
- Ефременко Д. В. Экополитология как отрасль политической науки: В поисках теоретических оснований и дисциплинарной релевантности // Политическая наука. — М .: ИНИОН РАН. — 2010. — № 2.
- Ефременко Д. В. Формирование российской идентичности, имперское наследие и модернизационный проект // Россия и современный мир. — 2010, № 3.
- Ефременко Д. В. Образ желаемой современности. Шансы России в постамериканском мире // Россия в глобальной политике. — 2010. сентябрь-октябрь. — № 5.
- Ефременко Д. В. После дуумвирата: Внешняя политика Москвы. Россия в зоне турбулентности // Россия в глобальной политике. — 2011. май-июнь. — № 3.
- Ефременко Д. В. Социальные науки и развитие конвергентных технологий // Инновации. — № 5 (163). — 2012.
- Ефременко Д. В. В ожидании штормовых порывов. Российская внешняя политика в эпоху перемен. // Россия в глобальной политике. — 2012. март-апрель. — № 2.
- Ефременко Д. В. В поисках модернизационных ориентиров в эпоху междуцарствия модерна // Политическая наука. — М .: ИНИОН РАН. — 2012. — № 2.
- Ефременко Д. В. Техника в политическом измерении: от мегамашины до нанороботов et vice versa. // ПОЛИТЭКС (Политическая экспертиза). — Санкт-Петербург. — 2012. — № 4.
- Ефременко Д. В. Жизнь после Вильнюса. Украина в новой геополитической конфигурации. // Россия в глобальной политике. — 2013. — сентябрь-октябрь. — Т. 11. — № 5.
- Ефременко Д. В. Нормальная катастрофа. Ещё раз об исторических развилках 1980—1990-х годов. // Прошлый век: Сб. науч. тр. под ред. А. И. Миллера. — М.: ИНИОН РАН, 2013.
- Ефременко Д. В. За флажки. Россия в авангарде пересмотра мирового порядка. — Россия в глобальной политике, 2014, май-июнь, т. 12., № 3.
- Ефременко Д. В. Фундаментальные и прикладные исследования в эпоху когнитивного капитализма. — Эпистемология и философия науки, т. XL — 2014, № 2.
- Ефременко Д. В., Мелешкина Е. Ю. Теория модернизации о путях социально-экономического развития. — Социологические исследования, 2014, № 6.
- Ефременко Д. В. Россия 1990-х: Неолиберальный путь к неопатримонаиализму. // Россия и современный мир. — М., ИНИОН РАН. — 2015, № 3.
- Ефременко Д. В. Фабрики мысли и внешнеполитическая повестка современной России // Политическая наука. — М.: ИНИОН РАН, 2015, № 3.
- Ефременко Д. В. Рождение Большой Евразии. Как завершается эпоха после холодной войны // Россия в глобальной политике. — 2016. ноябрь-декабрь, т. 14, № 6. Перевод на китайский язык: 德•叶夫列缅科 大欧亚的诞生. Перевод на турецкий язык: Büyük Avrasya’nın Doğuşu. Перевод на индонезийский язык: Pergeseran geopolitik: Lahirnya bayi raksasa «Eurasia raya».
- Ефременко Д. В. На реках вавилонских. Ближневосточный миропорядок в состоянии полураспада. // Россия в глобальной политике, 2017, май-июнь, т. 15, № 3. — с. 162—178.
- Ефременко Д. В., Долгов А. Ю., Евсеева Я. В. Россия между системными катастрофами и эволюционными трансформациями: Политико-онтологические аспекты // Полис, 2017, № 5. — с. 24-42.
- Воронович А. В., Ефременко Д. В. Политика памяти по-киевски // Россия в глобальной политике. — 2017. сентябрь-октябрь, т. 15, № 5.
- Антопольский А. Б., Ефременко Д. В. К вопросу о едином электронном пространстве знаний // Вестник Российской академии наук, 2018, т. 88, № 2. — с. 163—170.
- Ефременко Д. В., Малинова О. Ю., Миллер А. И. Политика памяти и историческая наука // Российская история, 2018, № 5. — с. 128—140.
- Ефременко Д. В., Подберезкина О. А., Шаронова В. Г. Плоды сопряжения. Шансы и риски гармонизации «Шелкового пути» и евразийской интеграции // Международные процессы. Т. 16. 2018, № 1. — с. 160—176.
- Ефременко Д. В., Яницкий О. Н., Ермолаева П. О. О социобиотехнических системах // Вопросы философии, 2019, № 5. — с. 138—147.
- Ефременко Д. В. С небес на землю. Европейская идентичность и историческая память // Россия в глобальной политике. — 2019. май-июнь, т. 17, № 3.
- Ефременко Д. В. Двойная ловушка Фукидида. Президентство Трампа и новая биполярность. // Россия в глобальной политике. 2020. июль-август, т. 18, № 4.
- Севастьянова Я. В., Ефременко Д. В. Секьюритизация памяти и дилемма мнемонической безопасности // Политическая наука, 2020, № 2.
- Ефременко Д. В. Формирование цифрового общества и геополитическая конкуренция. Контуры глобальных трансформаций: политика, экономика, право. 2020. Т. 13(2).
- Ефременко Д. В. Глубокая заморозка российско-американских отношений (гл. 7.2) // Феномен Трампа: монография / под ред. А. В. Кузнецова. — М.: ИНИОН РАН, 2020. — с. 549—560.
- Ефременко Д. В. Открытый финал войны за югославское наследство: последствия распада СФРЮ спустя три десятилетия // Международная аналитика. — 2021. — Том 12 (1). — С. 74-95.
- Ефременко Д. В. «Скелеты в славянском шкафу». Контроверзы исторической памяти и нациестроительство в Сербии и Хорватии после распада СФРЮ. // Полис. Политические исследования. — 2021. — No 5. — С. 127—145.
- Грунвальд А., Ефременко Д. В. Цифровая трансформация и социальная оценка техники // Философия науки и техники. 2021. № 2, с. 36-51.
- Ефременко Д. В. Миропорядок Z // Россия в глобальной политике. 2022. Т. 20. No. 3. С. 12-30.
- Ефременко Д. В. Память как casus belli // Россия в глобальной политике. Т. 20. 2022. № 6. С. 119—141.
- Ефременко Д. В. Политика памяти в степях Забайкалья: мнемонический ландшафт Республики Бурятия // Вестник Пермского университета. Сер. Политология. Т. 16. 2022. № 3. с. 86-98.
- Антопольский А. Б., Ефременко Д. В. Политические аспекты развития инфраструктуры цифровой социогуманитаристики в ЕС // Современная Европа. 2022. № 3. с. 62-75.
- Ефременко Д. В. Обретая уверенность в собственном прошлом. Российские идентичность и политика памяти на новой исторической развилке // Политическая наука. 2023. № 2. С. 15-45.
- Ефременко Д. В. Истоки российского великодержавия // Россия в глобальной политике. 2024. Т. 22. No. 6. С. 52-73.

на других языках
- Efremenko D. Russian Way to Information Society and New Understanding of Information Security. // Banse, G., Langenbach, A., Machleidt, P. (Eds.) Towards to Information Society. The case of Eastern European Countries. — Heidelberg—New York: Springer, 2000.
- Efremenko D. Technology Assessment and Technology Forecasting in Russia: Modern Status and Perspectives // Futures Research Quarterly. Fall 1999, Volume 15, Number 3.
- Efremenko D. Up the Participation Ladder. Problems of Public Involvement in Environmental and Technological Policy-Making. // Bamme, A., Getzinger, G., Wieser, B. (Eds.). Yearbook 2003 of the Institute for Advanced Studies on Science, Technology and Society. — Munich-Vienna: Profil, 2003.
- Efremenko D. Public Participation in the Debate and Decision Making in Energy Policy: A Russian View // Technikfolgenabschätzung — Theorie und Praxis, Nr. 2, 15. Jg., August 2006
- Efremenko D., Evseeva Y. Studies of Social Solidarity in Russia: Tradition and Modern Trends. // The American Sociologist — NY: Springer Science+Business Media. — Vol. 43. — 2012, No. 4.
- Efremenko D. New Russian Government’s Foreign Policy towards East Asia and the Pacific // The Journal of East Asian Affairs. — Seoul: Institute for National Security Strategy. — Vol. 26. Fall / Winter 2012, No. 2.
- Efremenko D. Eco-nationalism and the Crisis of Soviet Empire (1986—1991) // Irish Slavonic Studies. — vol. 24. — IARCEES, 2012.
- Efremenko D. Transformation of the Role of the Shanghai Cooperation Organization in Central Eurasia and South Asia // Pakistan Horizon. — Karachi: The Pakistan Institute for International Affairs. — Vol. 72. 2019, No. 3.
- Efremenko D., Ponamareva A., Nikulichev Y. Russia’s Semi-Soft Power // World Affairs. The Journal of International Issues. — New Delhi. — Vol. 25. 2021. No. 1 (Spring).
- Єфременко Д. В. Україна у новій геополітичній конфігурації. // Зовнішні справи. — Київ: Політика i час, 2013. — № 11.

### Аналитические доклады
- Барабанов О. Н., Ефременко Д. В., Кагарлицкий Б. Ю., Колташов В. Г., Телин К. О. Глобальный «правый бунт»: трампизм и его база // Доклады Валдайского дискуссионного клуба. — М.: 2017. — 28 с.

### Научная редакция
- Мид Дж. Г. Избранное. Сб. переводов. / РАН. ИНИОН. Центр социал. научн.- информ. исследований. Отд. социологии и соц. психологии; Сост. и переводчик В. Г. Николаев. Отв. ред. Д. В. Ефременко. — М ., 2009. — 290 с. — Сер . « Теория и история социологии».
- Парк Р . Избранные очерки: Сб. переводов. / РАН ИНИОН. Центр социал. науч .- информ. исслед. Отд. социологии и социал. психологии; Сост. и пер. с англ. В. Г. Николаев; Отв. ред. Ефременко Д. В. — М ., 2011. — 320 с. — Сер. «Теория и история социологии».
- Интеракционизм в американской социологии и социальной психологии первой половины XX века. Сб. переводов. / РАН ИНИОН. Центр социал. науч.- информ. исслед. Отд. социологии и социал. психологии; Сост. и пер. с англ. В. Г. Николаев; Отв. ред. Ефременко Д. В. — М ., 2010. — 322 с. — Сер. «Теория и история социологии».
- Концепция «общества знания» в современной социальной теории: Сб. науч. тр. / РАН. ИНИОН. Центр социал. науч.-информ. исслед. Отд. социологии и социал. психологии; Отв. ред. Д. В. Ефременко — М., 2010. — 234 c. — (Сер.: Теория и история социологии).
- Переписка П. А. Сорокина и Р. Мертона. // Питирим Сорокин: Новые материалы к научной биографии. Сб. науч. трудов. / РАН ИНИОН. Центр социал. науч.-информ. исслед. Отд. социологии и социал. психологии; Отв. ред. Ефременко Д. В., Кротов П. П. — М ., 2012. — Сер. «Теория и история социологии». — С. 86-135.
- Концепция модернизации в зарубежной социально-политической теории 1950—1960 гг.: Сб. переводов / РАН. ИНИОН. Центр социал. науч.- информ. исслед. Отд. социологии и социал. психологии. Отд. политической науки. Сост. и пер. Николаев В. Г.; Отв. ред. Ефременко Д. В., Мелешкина Е. Ю. — М ., 2012. — 212 с.
- Социальные сети и виртуальные сетевые сообщества: Сб. науч. тр. / РАН ИНИОН. Центр социал. науч.-информ. исслед. Отв. ред. Верченов Л. Н., Ефременко Д. В., Тищенко В. И. — М., 2013. — 360 с. — (Сер.: Информация. Наука. Общество).
- Социальная солидарность и альтруизм. Социологическая традиция и современные междисциплинарные исследования. — Сб. науч.тр. / РАН ИНИОН. Центр социал. науч.-информ. исслед. Отд. социологии и социал. психологии; Отв. ред. Ефременко Д. В. — М., 2014. — (Сер.: Теория и история социологии). — 284 с.
- Политические институты России и Франции. Традиции и современность: Сб. науч. тр. / РАН ИНИОН. Отв. ред. Ефременко Д. В., Лапина Н. Ю. — М., 2014. — (Сер.: Политология).
- Чикагская школа социологии. Сборник переводов. / РАН ИНИОН. Центр социал. науч.-информ. исслед. Отд. социологии и социал. психологии; Сост. и пер. Николаев В. Г. Отв. ред. Ефременко Д. В. — М., 2015. — (Сер.: Теория и история социологии). — 430 с.
- Методологические вопросы изучения политики памяти. Сборник научных трудов под ред. А. И. Миллера и Д. В. Ефременко. — М.-Санкт-Петербург: Нестор-История, 2018. — 223 с.
- Кули Ч. Х. Избранное: Сб. переводов / РАН. ИНИОН. Центр социал. научн.-информ. исследований. Отд. социологии и социальной психологии; Сост. и переводчик В. Г. Николаев; Отв. ред. Д. В. Ефременко. — М., 2019. — 234 с. — (Сер.: Теория и история социологии).
- Политика памяти в современной России и странах Восточной Европы. Акторы, институты, нарративы. Коллективная монография под ред. А. И. Миллера и Д. В. Ефременко. СПб: Издательство Европейского университета, 2020. — 632 с.
- Лассуэлл Г. Д. Техника пропаганды в мировой войне: перевод с англ. / РАН. ИНИОН. Центр социал. научн.-информ. исследований, Отд. политической науки, Отд. социологии и социальной психологии; сост. и переводчик В. Г. Николаев; отв. ред. Д. В. Ефременко; вступ. статья Д. В. Ефременко, И. К. Богомолова. — Москва, 2021. — 237 с.
- Идеи интегрализма в социальных науках : дискуссии российских и американских исследователей : сб. науч. тр. / под ред. Д. В. Ефременко, А. Ю. Долгова, К. Родса ; ИНИОН РАН, Отд. социологии и социал. психологии : пер. с англ. Я. В. Евсеевой, В. В. Сапова. — Москва, 2022. — 331 c.
- Политика памяти в России — региональное измерение: монография / под ред. А. И. Миллера, О. Ю. Малиновой, Д. В. Ефременко ; РАН. ИНИОН, Отд. полит. науки, Центр по изучению культурной памяти и символической политики Европейского университета в Санкт-Петербурге. — Москва : Институт научной информации по общественным наукам РАН, 2023. — 476 с.
- Чикагская школа политической мысли (1920—1940-е годы) : сборник переводов под ред. Д. В. Ефременко ; РАН. ИНИОН, Отд. полит. науки, Отд. Социологии и социальной психологии / пер. с англ. В. Г. Николаева. — Москва : Институт научной информации по общественным наукам РАН, 2023. — 284 с.
- Рабкин Я. М. Израиль: война и мiръ: сб. тр. / под ред. Д. В. Ефременко ; ИНИОН РАН ; журнал «Россия в глобальной политике». — Москва, 2024. — 354 с. — (Письмена времени)
- Миллер А. И. Украинский вопрос и политика идентичности: сб. науч. трудов / под ред. Д. В. Ефременко ; ИНИОН РАН ; журнал «Россия в глобальной политике». — Москва, 2024. — 524 с. — (Письмена времени)